# Jules de Burlet
Jules Philippe Marie de Burlet, född 10 april 1844 i Ixelles, död 1 mars 1897 i Nivelles, var en belgisk politiker (katolik).
de Burlet var utbildad jurist och verksam som advokat i Nivelles där han bodde och tjänstgjorde som borgmästare från 1872 till 1891. Från 1884 representerade han Nivelles i representantkammaren. Han blev inrikesminister 1891 och lämnade representantkammaren 1894 för att bli ledamot av Belgiens senat och blev samtidigt, 26 mars 1894, premiärminister, vilket han var till 25 februari 1896. När han lämnade detta ämbete fick han hederstiteln Ministre d'État ("statsminister") och tjänstgjorde som Belgiens ambassadör i Portugal 1896-1897.

## Utmärkelser
- Storkors av Leopoldorden
- Storkorset av Rumänska Stjärnans orden
- Kommendör med stora korset av Nordstjärneorden
- Storkors av Gregoriusorden
- Storkorset av Bayerska Sankt Mikaels förtjänstorden
- Storkors av Hederslegionen
- Storkorset av Karl III:s orden
- Storkors av Obefläckade avlelsens orden

[Redigera Wikidata]